# FesticAM
El Festival Internacional de Teatre i Circ Ciutat d'Amposta és un festival de teatre i circ que se celebra a Amposta cada any des del 2014.
Està impulsat per l'Escola de teatre i circ d'Amposta i coorganitzat amb l'ajuntament amb el suport del Departament de Cultura de les Terres de l'Ebre. Pretén esdevenir un espai de referència pel teatre i el circ a les Terres de l'Ebre. Des del juny de 2016 forma part de la Plataforma d'Arts de Carrer que agrupa festivals, fires i mostres tot arreu de Catalunya.
L'edició del 2016 va comptar amb set espectacles de companyies de quatre nacionalitats diferents. L'edició de 2018, amb un pressupost de 60.000 euros, que va ser la cinquena, va obrir amb una actuació de La Fura dels Baus amb 40 persones suspeses a 40 metres d'altura i incorporava instal·lacions de carrer, tallers i exhibicions de circ.